# Megachile caricina
Megachile caricina är en biart som beskrevs av Cockerell 1907. Megachile caricina ingår i släktet tapetserarbin, och familjen buksamlarbin. Inga underarter finns listade i Catalogue of Life.